# Honor Imperii
Honor Imperii (lateinisch für Ehre des Reiches) ist ein in der mediävistischen Forschung gebrauchter Terminus. Er ist seit der späten Salierzeit jedoch auch in Urkunden belegt.
Der Historiker Peter Rassow deutete 1940 den honor imperii als den „juristischen  Zentralbegriff“ in der Politik des römisch-deutschen Königs und Kaisers Friedrich I. in den Jahren 1152 bis 1159. Rassow interpretierte den Begriff vor allem als „Hoheitsrecht“ und als politischen Rechtsanspruch. Seine Deutung bezog sich speziell auf den Konstanzer Vertrag von 1153, in welchem der Begriff auftauchte. Der honor imperii beinhaltete demzufolge unter anderem Ansprüche des Reiches auf Unteritalien und auf die so genannten Mathildischen Güter in Mittelitalien. Rassows Interpretation war sehr einflussreich, blieb aber auch nicht ohne Widerspruch (wie die Rezension von Herbert Grundmann zeigte, der honor imperii als einen „vieldeutig unbestimmten Begriff“ bezeichnete). Dieter von der Nahmer plädierte 1974 gegen „eine Übersetzung mit einem rechtlich eindeutigen Terminus“ und für die „Grundbedeutung Ehre“. Seine Deutung konnte sich in der Forschung nicht durchsetzen.
In jüngerer Zeit hat der Münchner Historiker Knut Görich den Begriff jedoch vornehmlich aus historiographischen Quellen neu gedeutet. Görich zufolge war der honor kein rein juristischer Begriff, ihm kam vielmehr eine zentrale Rolle im Rahmen der symbolischen Kommunikation zu. Görich versteht honor (Ehre) dabei nicht als moralischen Wert, sondern als „die rein äußerlich gezeigte Ehre einer öffentlich gezeigten Anerkennung von Rang und Herrschaft des Kaisers.“ Demzufolge waren Ehrverletzungen des Kaisers, wie er sie etwa durch die Mailänder erleben musste, gleichzeitig eine Verletzung der Würde des Reiches. Dementsprechend reagierte Barbarossa.